# Collema multipunctatum
Collema multipunctatum är en lavart som beskrevs av Degel. Collema multipunctatum ingår i släktet Collema och familjen Collemataceae.   Inga underarter finns listade i Catalogue of Life.